# فرودگاه ایسلا د سدروس
فرودگاه ایسلا د سدروس (به انگلیسی: Isla de Cedros Airport) یک فرودگاه همگانی مسافربری با کد یاتا CDI است که یک باند فرود آسفالت دارد و طول باند آن ۱۴۲۰ متر است. این فرودگاه در کشور مکزیک قرار دارد و در ارتفاع ۳۰ متری از سطح دریا واقع شده‌است.